# Enrique Pérez Escrich
Enrique Pérez Escrich (Valencia, 6 de octubre de 1829-Madrid, 24 de abril de 1897), también conocido por sus seudónimos Carlos Peña-Rubia y Tello, fue un escritor y dramaturgo español, considerado como uno de los maestros españoles del folletín decimonónico.

## Biografía
Nació en Valencia el  6 de octubre de 1829. Una infancia y juventud difíciles, le llevaron a Madrid muy joven, como cuenta en la autobiográfica El frac azul. Episodios de un joven flaco (1864, 4.ª ed. corregida por el autor 1875), retrato de la bohemia española de la segunda mitad del siglo xix. Se inició en el periodismo y el teatro cómico, costumbrista, musical e histórico en verso, llegando a escribir piezas como la zarzuela satírica ¡Vivan las cadenas! (1879), escrita en colaboración con el compositor José Rogel. Saludó la revolución de 1854 con la pieza teatral alegórica La voz de las provincias (1854), compuesta con el periodista demócrata Antonio Altadill. También ensayó el drama sacro con La pasión y muerte de Jesús. Drama sacro-bíblico en seis jornadas y un epílogo, escrito en verso, según los Evangelios (Madrid, Imprenta de Don Cipriano López, 1856). Tras el estreno de El cura de aldea, su pieza más popular, decidió refundirla como novela e iniciando una incansable producción de novelas por entregas, según la fórmula puesta de moda por Manuel Fernández y González. Trabajo que le reportó entre cuarenta mil y cincuenta mil pesetas anuales que despilfarró con generosidad. En sus últimos años de vida, arruinado y enfermo, consiguió que le dieran el cargo de director del Asilo de las Mercedes. Falleció el 24 de abril de 1897 en Madrid.

## Obras
La obra de Pérez Escrich tuvo mucho curso en el siglo XIX, pero también en el primer tercio del siglo XX, cuando en los años veinte la imprenta de El Mercantil Valenciano decidió reimprimir casi todas sus novelas. Entre ellas merecen citarse la muy famosa El cura de la aldea, La caridad cristiana (segunda parte de El cura de aldea), El mártir del Gólgota (tradiciones de Oriente), traducido al francés (París, 1868) y al inglés (Nueva York, 1887), Los desgraciados: cuadros sociales, Un hijo del pueblo (Madrid, Miguel Quijano, 1888), El último beso, El matrimonio del Diablo, Historia de un beso, Fortuna. Historia de un perro agradecido, Sor Clemencia, La envidia. Historia de los pequeños, La mujer adúltera, Escenas de la vida, El infierno de los celos, La calumnia. Páginas de la desgracia, Las obras de misericordia, La esposa mártir, El genio del bien, El amor de los amores, El manuscrito de una madre, La madre de los desamparados, Las redes del amor, Los que ríen y los que lloran, Alumbra a tu víctima (Madrid: Imp. José Rodríguez, 1855).
Otras obras, quizá más interesantes y sin duda mejor escritas, son las dedicadas a temas autobiográficos, como el ya citado El frac azul, Los cazadores. Episodios alegres escritos al aire libre (Madrid: Miguel Guijarro, 1876) o La Mancha: narraciones venatorias, segunda parte de "Los cazadores" (1881). En cuanto a la narrativa corta, imprimió al menos tres colecciones, El Hombre de las tres vacas: narraciones inverosimiles (1888), Un libro para mis nietos: colección de novelas, cuentos y artículos (1894) y Narraciones literarias (siglo XIX) (Madrid: Juan Bravo, ¿1895?). El hermano Obregón (1897) La cual se convertiría en un folletín o novela por entregas, siendo esta la segunda parte de su obra intitulada La hermosura del alma.
- Cabe destacar que la Representación de la Semana Santa en Ixtapalapa adapta el 85% de los diálogos de la obra El Mártir del Gólgota en su representación.

No se ha estudiado debidamente el no poco teatro que escribió; pueden citarse Calamidades, juguete cómico de 1855; Ver y no ver, comedia de 1855; El maestro de baile, comedia de 1856; Herencia de lágrimas, drama de 1857; La corte del rey poeta, drama histórico de 1855 ambientado en la corte de Juan II; Gil Blas (zarzuela de 1860, con partitura de José Manzochi); Caricaturas, comedia de 1860; El corazón en la mano, drama de 1871; El maestro de hacer comedias, drama de 1875; La mosquita muerta, comedia de 1859; otras piezas son Juan el Tullido, Sueños de amor y de ambición (), Alumbra a tu víctima, La hija de Fernán Gil, Los extremos, El ángel malo, El vértigo de Rosa, Amor y resignación, Las garras del diablo... Sus comedias más aclamadas fueron El cura de aldea, de planteamiento parecido al de La oración de la tarde de Luis Mariano de Larra, y La mala semilla, donde defiende el determinismo naturalista.
También ejerció la crítica literaria, como puede verse en su artículo "Los aplaudidores" en la revista La Ilustración Artística núm. 151, Barcelona, 1884 ()